# Угрански рејон
Угрански рејон (рус. Угранский район) административно-територијална је јединица другог нивоа и општински рејон у источном делу Смоленске области, у европском делу Руске Федерације.
Административни центар рејона налази се у истоименом селу Угра у којем живи око половине популације рејона. Према проценама националне статистичке службе, на подручју рејона је 2014. живело 8.270 становника или у просеку 3,5 ст/км².

## Географија
Угрански рејон обухвата територију површине 2.900 км² и на 4. је месту по површини међу рејонима Смоленске области. На северу се граничи са Вјаземским рејоном, а на североистоку са Тјомкиншким рејоном. На западу је Дорогобушки, а на југозападу Јељњански рејон, док су на југу, југоистоку и истоку рејони Калушке области.
Територија рејона протеже се у правцу југозапад-североисток у низијском подручју уз долину реке Угре, леве притоке реке Оке (део басена Волге и Каспијског језера). Просечне надморске висине крећу се између 180 и 200 метара, док је максимална висина на коти од 239 метара. Доминира флувијални рељеф, са местимично моренским узвишењима у виду брежуљака, а на појединим местима јављају се и крашки облици рељефа.
Под шумама је око 67% површина, највише бор и јела. Велике површине су под мочварном вегетацијом. Доминирају подзоласта земљишта са веома ниским уделом хумуса (мање од 1,5%).
Постоје и два значајнија лежишта каменог угља (Полдњевско и Входско).

## Историја
Рејон је првобитно успостављен 1961. од делова некадашњих Всходског и Знаменског рејона, али је већ 1963. укинут, а његова територија припојена Вјаземском рејону. Поново је успостављен 1965. године и од тада се налази у садашњим границама.

## Демографија и административна подела
Према подацима пописа становништва из 2010. на територији рејона је живело укупно 8.916 становника, а око половина популације је живело у административном центру. Према процени из 2014. у рејону је живело 8.270 становника, или у просеку 3,5 ст/км². најређе је то насељени рејон Смоленске области.
| 1959. | 1979.  | 1989.  | 2002.  | 2010. | 2014.  |
| ----- | ------ | ------ | ------ | ----- | ------ |
| ---   | 17.100 | 14.005 | 11.022 | 8.916 | 8.270* |

Напомена: према процени националне статистичке службе.
На територији рејона постоји укупно 209 сеоских насељених места подељених на 17 сеоских општинских подручја. Административни центар рејона је село Угра.

## Привреда и саобраћај
Најважнији извор прихода је пољопривредна производња, односно говедарство и узгој кромпира, житарица и лана.
Најважнији саобраћајни правац који пролази преко територије рејона је железница Ржев—Брјанск и друмски правац Вјазма—Угра—Калуга.